# NGC 5067
NGC 5067 est une paire d'étoiles située dans la constellation de la Vierge. L'astronome allemand Albert Marth a enregistré la position de cette paire d'étoiles le 30 mai 1864.